# HC Initia Hasselt
L'Handball Club Initia Hasselt è una squadra di pallamano maschile belga con sede a Hasselt.

## Palmarès

### Trofei nazionali
- Campionato del Belgio: 13
  - 1983-84, 1984-85, 1985-86, 1992-93, 1993-94, 1994-95, 1995-96, 1996-97, 1997-98, 1998-99
  - 2010-11, 2012-13, 2013-14.